# Matlab Dakshin
Matlab Dakshin es un subdistrito (upazila) del distrito (zila) de Chandpur, de la región de Chittagong, en Bangladés, con una población estimada en marzo de 2016 de 210 050 habitantes.
Se encuentra ubicado al norte de la región de Chittagong y en el centro-este del país, cerca de la confluencia de los ríos Meghna y Padma.